# Phos-tag
フォスタグ（Phos-tag）は、広島大学の医薬分子機能科学研究室（小池透教授）が開発した機能性低分子である。リン酸モノエステルアニオン（リン酸化タンパク質、リン脂質、リン酸化糖など）を迅速かつ選択的に捕捉する二核金属錯体である。本分子を用いたリン酸化生体物質の分離・精製・検出法をフォスタグ技術と呼び、リン酸化生体分析解析技術として最先端の研究現場に普及しはじめている。

## 概要
タンパク質の可逆的なリン酸化は、生体の情報伝達に関する重要な生体反応の一つである。そのようなタンパク質リン酸化反応の解析（リン酸化プロテオミクス）は、ポストゲノム研究の主要課題となっており、リン酸化タンパク質は重要な創薬ターゲットとなっている。当技術は、当分子の持つ性質、即ち、中性pH，室温，水溶液中で、アニオン性配位子と結合する性質（とくに2価のリン酸モノエステルアニオンと強く結合）を用いて、従来の酵素免疫法、放射性同位元素法（シンチグラフィ）に代わって、リン酸基を持つ物質の捕捉や、それまでは不安定で測定が困難だった不安定種リン酸化化合物の安定化をおこなえ、また、当分子に捕捉された化合物は、過剰の無機リン酸イオンを添加することにより、リン酸化有機化合物を速やかに遊離することができる。

## 具体的な用途
生化学分野，タンパク質，核酸など、リン酸基を分子内に有するほとんどの化合物に対して標識化できる当分子の性質を利用して以下の用途が考えられる。
- リン酸化化合物のリン酸基を捕捉して、核磁気共鳴や質量分析により比較試料とのスピン差や質量差により、未知のリン酸化分子の検出に利用できる。
- 可逆的なリン酸化分子捕捉能を利用し、リン酸化タンパク質のゲルシフト電気泳動やクロマトグラフィーに利用できる。
- 当分子を結合させたプレート，樹脂，磁気ビーズ，繊維などは、リン酸化分子を選択的に分離精製に利用することができる。